# Игнатьев, Фёдор Савельевич
Фёдор Саве́льевич Игна́тьев (1888—1962) — активный участник становления советской власти в Липецке, первый председатель Липецкого Совета рабочих депутатов.

## Биография
Родился в 1888 году в селе Пружинки Липецкого района. Работал разнорабочим на железной дороге, слесарем, электромехаником в Тюмени.
С 1913 трудился машинистом на липецкого руднике, старшим монтёром городской электростанции. После Февральской революции избирается председателем Липецкого Совета рабочих депутатов. Ф. С. Игнатьев — один из организаторов первомайской демонстрации, а также сентябрьской стачки рабочих и служащих городского самоуправления в 1917 году под лозунгами недоверия Временному правительству, установления рабочего контроля над производством.
С 1918 — комиссар отдела городского хозяйства.
После окончания гражданской войны — на советской и хозяйственной работе. В 1924—1925 работал председателем Нижне-Студенецкого волостного исполкома Липецкого уезда, в 1933—1935 — заместителем председателя обкома профсоюза работников горнорудной промышленности. После Великой Отечественной войны жил и работал в Воронеже.
Умер в 1962 году.

## Увековечение имени
- К 50-летию Великой Октябрьской социалистической революции на площаде Революции был открыт памятник-обелиск, рядом с которым на изогнутой стеле барельефное изображение лиц тех, кто принимал активное участие в утверждении Советской власти в Липецке. На торце стелы начертаны их имена, в том числе и Фёдора Игнатьева.
- 27 октября 1967 года Смоленская улица в Липецке была переименована в улицу Игнатьева.